# Quiinoideae
Quiinoideae é uma subfamília de plantas com flor pertencente à família Ochnaceae da ordem Malpighiales que agrupa 4 géneros com cerca de 50 espécies de plantas da região Neotropical.

## Descrição
Até ao advento do sistema APG III este táxon esteve considerado ao nível taxonómico de família sob o nome de Quiinaceae Engl.. O táxon tem distribuição neotropical  e agrupa cerca de 50 espécies repartidas por 4 géneros (Froesia, Lacunaria, Quiina e Touroulia). O sistema APG III de classificação das angiospérmicas não reconhece o agrupamento ao nível de família, incluindo esses géneros na família Ochnaceae. O sistema APG IV, de 2016, confirma a inclusão do grupo nas Ochnaceae.